# IBK저축은행
IBK저축은행은 2011년 발생한 저축은행들의 부실화로 경은저축은행, 부산저축은행, 토마토2저축은행, 영남저축은행 등을 합병한 예솔저축은행을 중소기업은행이 인수하여 설립한 저축은행이다.

## 연혁
- 2011년 10월 19일 금융위원회 영업인가
- 2011년 10월 27일 경은저축은행 계약이전
- 2011년 11월 30일 부산저축은행 계약이전
- 2012년 8월 31일 화명지점 통폐합
- 2012년 10월 12일 해운대센텀지점 통폐합
- 2012년 10월 22일 토마토2저축은행 계약이전
- 2012년 12월 28일 김해지점 통폐합
- 2013년 2월 18일 영남저축은행 계약이전
- 2013년 2월 22일 선릉지점 통폐합
- 2013년 7월 15일 IBK저축은행 상호 변경
- 2013년 8월 16일 초량지점 통폐합
- 2018년 4월 20일 하단지점 통폐합
- 2018년 4월 27일 진주지점 통폐합
- 2021년 1월 20일 마산지점 통폐합
- 2021년 8월 6일 대구지점 통폐합
- 2022년 8월 19일 대전지점 통폐합
- 2025년 6월 19일 울산지점 통폐합
- 2025년 6월 19일 부산중앙지점 통폐합

## 조직

### 이사회

#### 감사위원회
- 검사팀

#### 대표이사
- 경영지원실

##### 준법감시인
- 금융소비자보호팀

##### 영업지원본부
- 경영관리팀
- 심사리스크팀
- IT팀

##### 영업추진본부
- 영업추진팀
- 여신관리팀
- 영업부(점)

## 같이 보기
- 신한저축은행
- NH저축은행
- 하나저축은행
- KB저축은행

## 영업점
| 지점                                                            |
| 본점영업부 부산광역시 부산진구 중앙대로 735                     |
| 서면지점 부산광역시 부산진구 중앙대로 708 부산파이낸스센타 11층 |
| 동래지점 부산광역시 동래구 수안동 552                           |
| 서울영업부 서울특별시 중구 퇴계로 131 신일빌딩 2층              |